# Gabriel Hornyák
Gabriel Hornyák (* 17. listopadu 1964) je bývalý slovenský fotbalista, obránce.

## Fotbalová kariéra
V československé lize hrál za Slovan Bratislava a Duklu Banská Bystrica. Nastoupil ve 26 ligových utkáních. Ve druhé nejvyšší soutěži hrál i za DAC Dunajská Streda, kde začínal. Reprezentant Československa v dorosteneckých a juniorských kategoriích.

## Ligová bilance
| Ročník                                   | Zápasy | Góly | Klub                  |
| ---------------------------------------- | ------ | ---- | --------------------- |
| 1. československá fotbalová liga 1984/85 | 18     | 0    | Slovan Bratislava     |
| 1. československá fotbalová liga 1986/87 | 4      | 0    | Dukla Banská Bystrica |
| 1. československá fotbalová liga 1988/89 | 4      | 0    | Slovan Bratislava     |
| CELKEM                                   | 26     | 0    |                       |